# Carlos Quirino

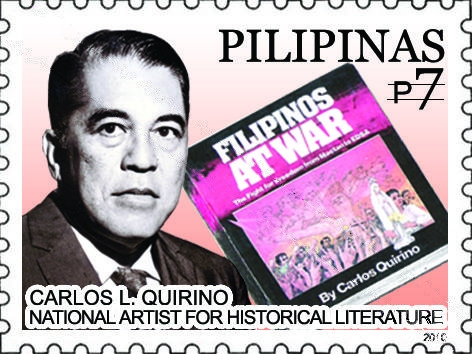
Carlos Quirino

Carlos Lozada Quirino (Manilla, 14 januari 1910 - 20 mei 1999) was een Filipijns historisch schrijver. Voor zijn werk kreeg hij vele onderscheidingen, waaronder het Legioen van Eer in 1990 en de titel Nationaal kunstenaar van de Filipijnen in 1997.

## Biografie
Quirino studeerde journalistiek aan de University of Wisconsin. Hij was verslaggever voor de Philippine Herald en de eerste Filipijnse correspondent voor United Press Institute. Daarnaast werkte hij als technisch assistent bij het ministerie voor Binnenlandse Zaken en businessmanager bij het Philippine Book Guild. Ook werkte hij als assistent voor zijn oom Elpidio Quirino. Met diens financiële ondersteuning voltooide hij een studie rechten en behaalde in 1940 het toelatingsexamen voor de Filipijnse balie ("bar exam"). Tijdens de Tweede Wereldoorlog vocht hij met USAFFE mee in Bataan. Hij raakte gewond en kreeg daarvoor later een Purple Heart. Ook liep hij mee in de beruchte Dodenmars van Bataan, ontsnapte in een suikerrietveld en sloot zich aan bij de Filipijnse guerrillabeweging. Na zijn militaire loopbaan werkte hij als bestuurder bij het ministerie van Handel. In 1961 werd hij benoemd tot directeur van de National Library. Deze functie bekleedde hij vier jaar lang. Ook was hij voorzitter van het Philippine Book Guild. Tevens was hij oprichter en vanaf 1971 de eerste curator van het Ayala Museum and Library.
Quirino was een van de meeste productieve schrijvers van historische literatuur van de Filipijnen. Hij schreef meer dan 30 boeken, waaronder The Great Malayan (1940), een van de eerste biografieën over Jose Rizal; Philippine Carthography (1959); History of the Philippine Sugar Industry (1974) en Filipinos at War (1981). Daarnaast schreef hij enkele biografieën, zoals Man of Destiny (1935), over president Manuel Quezon en Damian Domingo: First Eminent Filipino Painter, over de Filipijnse kunstschilder Damian Domingo. Voor zijn werk kreeg hij diverse onderscheidingen. Zo ontving hij tweemaal de Republic Cultural Heritage Award (1961 en 1972). Ook kreeg hij van president Corazon Aquino het Legioen van Eer. In 1997 werd hij door Fidel Ramos benoemd tot nationaal kunstenaar van de Filipijnen in de nieuwe categorie historische literatuur.

## Bron
- The National Artists of the Philippines, Cultural Center of the Philippines / Anvil Publishing Inc., 1998
- Biografie Carlos Quirino, Website Yuchengco Museum

- Bibliothèque nationale de France: cb12212373h (data)
- Catàleg d'autoritats de noms i títols de Catalunya: 981058512388106706
- Gemeinsame Normdatei: 1054322732
- International Standard Name Identifier: 0000 0000 8077 8701
- Library of Congress Control Number: n82047338
- Bibliotheek van het Japanse parlement: 00473427
- Nationale Bibliotheek van Israël: 987007296135505171
- Nederlandse Thesaurus van Auteursnamen: 067566324
- SNAC: w6v56p36
- Système universitaire de documentation: 030775795
- Virtual International Authority File: 76366310
- WorldCat: E39PBJbM8fb9QGkR6CGY7Dp3wC